# Skuespillerakademiet
Skuespillerakademiet var en forskole til teaterskolerne, beliggende i Shetlandsgade på Amager. Den blev grundlagt i 2012 af rektor Troells Toya. I december 2022 annoncerede skolen nedlukning og firmaet bag skolen blev opløst efter konkurs i november 2023.
På Skuespillerakademiet kunne skuespilaspiranter få grundtræning, forud for optagelsesprøver på teater- og musicalskolerne. 
Alle undervisere var aktivt udøvende kunstnere. Heriblandt var:
- Donald Andersen
- Pernille Pettersson Carmohn
- Christian Damsgaard
- Søren Hauch-Fausbøll
- Lars Oluf Larsen
- Jacque Lauritsen
- Thomas Mørk
- Søren Poppel
- Mads Riisom
- Michael Slebsager